# Pas på svinget i Solby
Pas paa Svinget i Solby er en spillefilm fra 1940 instrueret af Alice O'Fredericks og Lau Lauritzen Jr. efter manuskript af Paul Sarauw.

## Handling
Den unge Marianna er datter af en af landets rigeste skibsredere og bor hjemme hos sin far i en stor, elegant villa. Hun lever et ansvarsløst, muntert driverliv sammen med sine veninder, optaget af alskens fornøjelser og smarte kjoler. Efterhånden synes skibsreder Hauge ganske vist, at hun bliver ham lidt for kostbar og forsøger at holde igen, men Marianna er meget udspekuleret, og det ender altid med, at faderen til syvende og sidst rykker ud med det fornødne mammon.

## Medvirkende
- Ludvig Brandstrup
- Berthe Qvistgaard
- Sigfred Johansen
- Maria Garland
- Jon Iversen
- Ingeborg Pehrson
- Sigurd Langberg
- Torkil Lauritzen
- Else Jarlbak
- Ib Schønberg
- Helge Kjærulff-Schmidt
- Connie Meiling

## Eksterne Henvisninger
- Pas på svinget i Solby på Internet Movie Database (engelsk)
- Pas på svinget i Solby på Filmdatabasen
- Pas på svinget i Solby på danskefilm.dk
- Pas på svinget i Solby på danskfilmogtv.dk
- Pas på svinget i Solby på The Movie Database (engelsk)